# Grevillea celata
Grevillea celata es una especie de arbusto del gran género Grevillea perteneciente a la familia Proteaceae. Es originaria de Victoria, Australia. Está estrechamente relacionada con Grevillea alpina y Grevillea chrysophaea.

## Descripción
Crece hasta alcanzar un tamaño de entre 0,4 y 1,8 metros de altura. Las hojas indivisas son tomentosos por el envés y de 20 a 45 mm de largo y 4 a 18 mm de ancho. Los márgenes de las hojas son recurvados. Las flores aparecen entre julio y febrero (invierno a mediados y finales del verano) en su área de distribución natural. Estas tienen el perigonio de color rojo en la base y amarillo en la parte superior, o, alternativamente, rojo / blanco, albaricoque / blanco o amarillo y en ocasiones todos los colores. Los estilos son de color verde en la base, llegando a ser de color rosa o rojo hacia la punta, con la punta misma que puede ser de color verde.

## Taxonomía
Grevillea celata fue descrita por Bill Molyneux y publicado en Muelleria 8(3): 311. 1995.
Etimología
Grevillea, el nombre del género fue nombrado en honor de Charles Francis Greville, cofundador de la Royal Horticultural Society.
Sinonimia
- Grevillea aff. chrysophaea (Nowa Nowa)[6]